# Dendrobium ruckeri
Dendrobium ruckeri là một loài thực vật có hoa trong họ Orchidaceae.